# 蒂姆赖新堡
蒂姆赖新堡（法語：Châteauneuf-en-Thymerais，發音：[ʃatonœf ɑ̃ timʁɛ]），法国中北部城市，中央-卢瓦尔河谷大区厄尔-卢瓦省的一个市镇，隶属于德勒区，其市镇面积为4.07平方公里，2022年1月1日时人口数量为2,632人，在法国市镇中排名第4,212位（2022年）。
蒂姆赖新堡位于厄尔-卢瓦省北部，佩尔什地区东部腹地，是蒂姆赖的历史传统首府，多条公路在此交汇。

## 地名来源
“Châteauneuf”一名可能转写自“Chastel-neuf”，意为“新的城堡”；“-en-Thymerais”这一后缀于十九世纪后添加。法国大革命期间，当地曾更名为“Puits-la-Montagne”。

## 历史

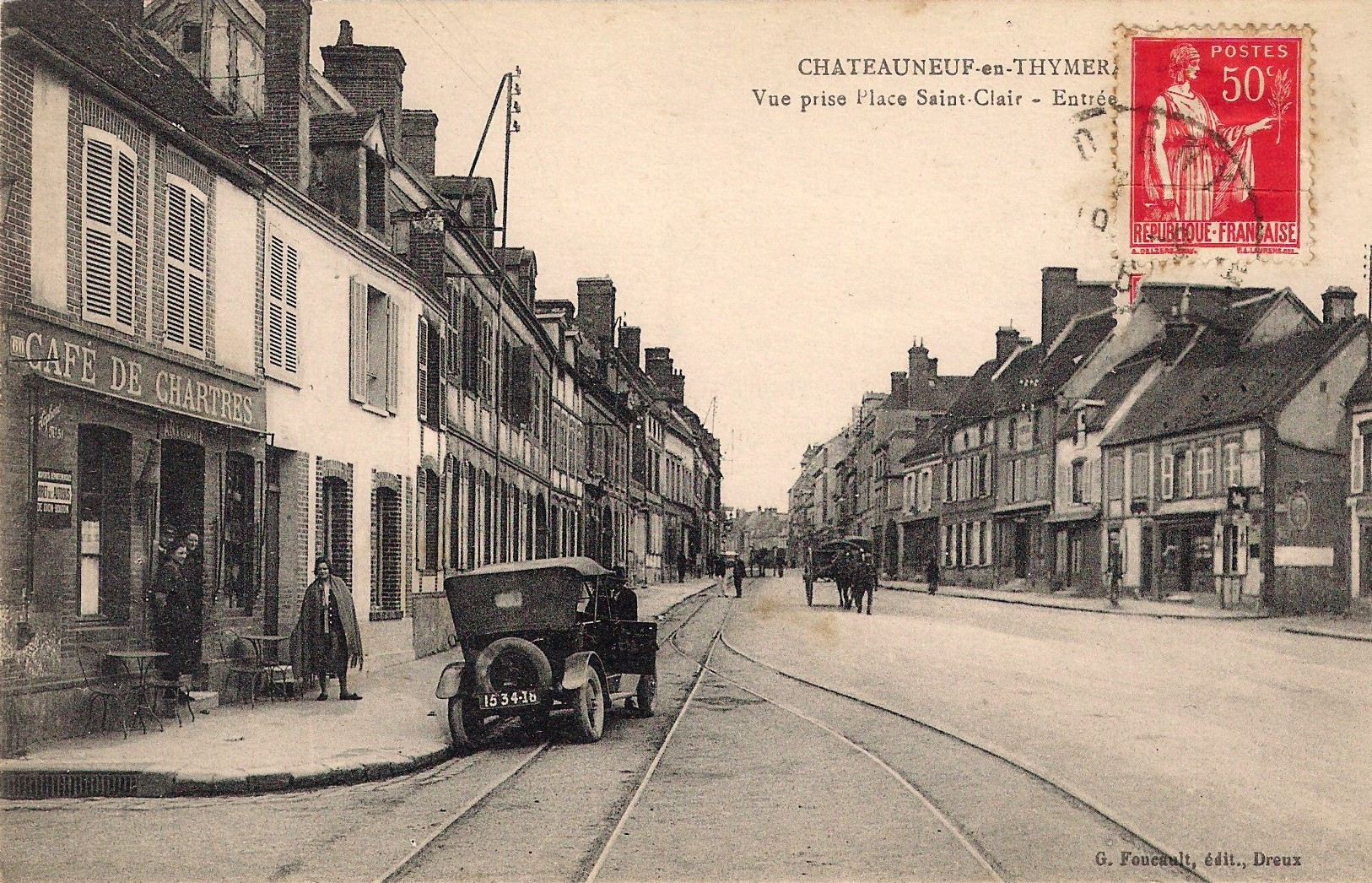
二十世纪初的蒂姆赖新堡

蒂姆赖新堡的早期历史尚不清楚，其城市可能始建于中世纪中期，彼时该地为佩尔什伯国的一部分。公元1058年，蒂姆赖家族成员加斯东（Gaston）在蒂梅尔附近修建了一座“新的城堡”（Chastel-neuf），后者正好位于两条道路的交汇处，该地很快便被选做蒂姆赖的新首府（亦有观点认为该城堡可能为法兰西国王亨利一世所建）。十二世纪时，新堡城堡曾被英格兰军队烧毁，后于1189年得以重建。十六世纪时，新堡城堡被拆除。十七世纪时，亨利四世创建新堡Bailiwick（Baillage）。法国大革命后，新堡成为厄尔-卢瓦省的一个市镇，1790至1795年间为同名专区的行署驻地，并自1793年起成为同名县的县治。二十世纪中后期，蒂姆赖新堡的人口数量有所增加。2014年，蒂姆赖新堡县被撤销。

## 地理

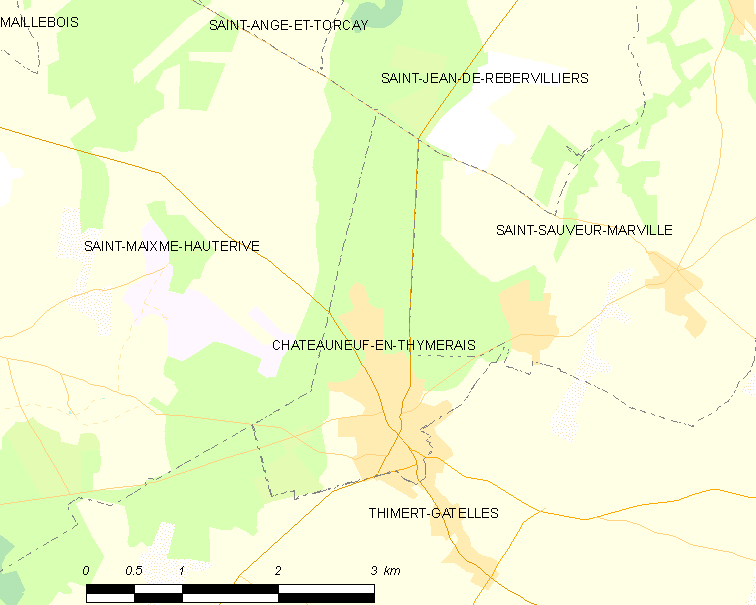
蒂姆赖新堡市镇范围地图

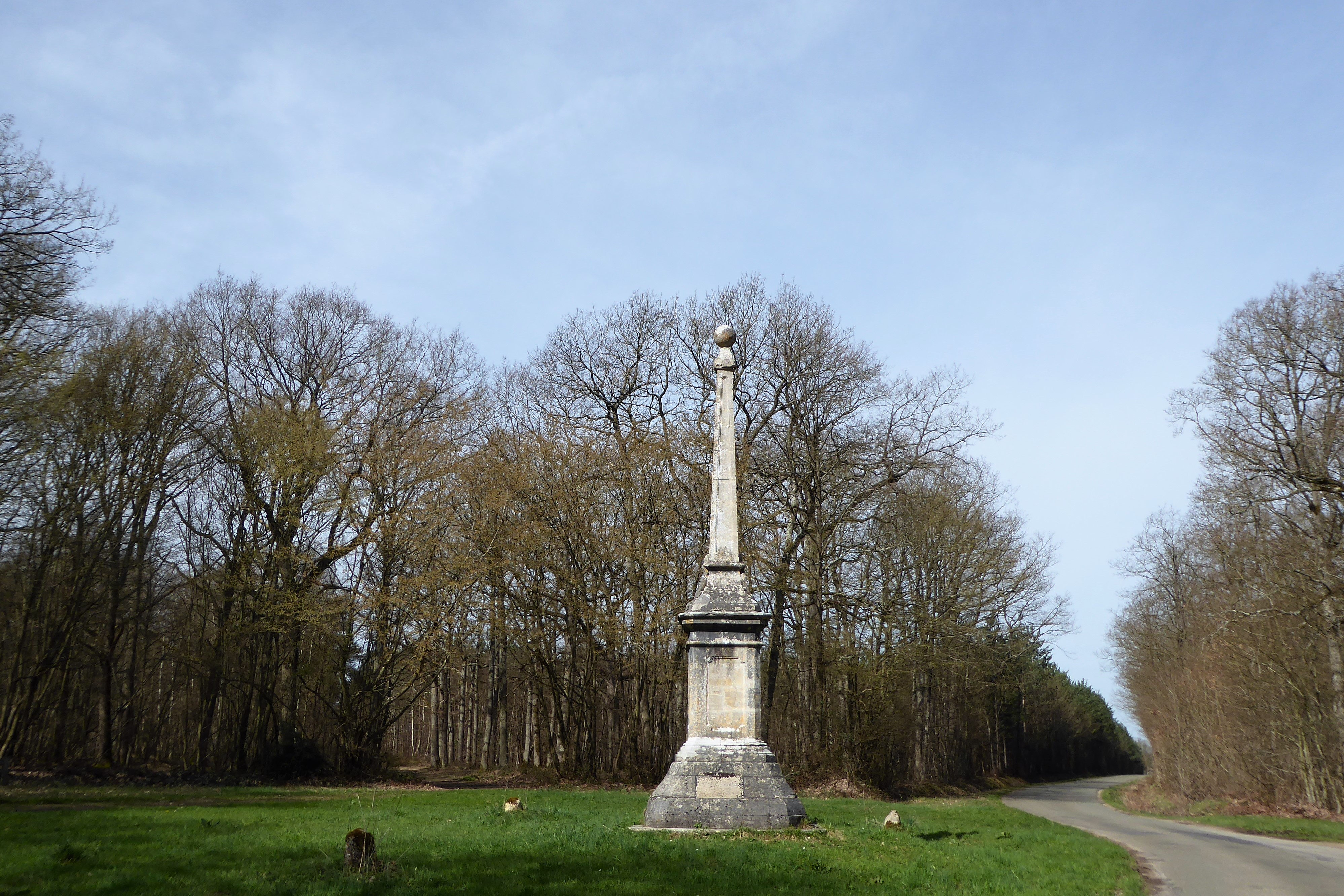
新堡属地森林

蒂姆赖新堡位于法国中北部，中央-卢瓦尔河谷大区北部和厄尔-卢瓦省北部，距离省会沙特尔大约28公里。与蒂姆赖新堡接壤的市镇包括：圣让德勒贝维利耶、圣迈姆-欧特里沃、圣索沃尔-马尔维尔和蒂梅尔-加泰勒。

### 地形
蒂姆赖新堡位于佩尔什地区东部，蒂姆赖地区腹地，境内以平原和缓丘为主，市镇中心地势较为平坦，全境海拔在183到233米之间。

### 水文
蒂姆赖新堡位于塞纳河流域范围内，伯兹兰溪（ruisseau de Beuzelin）自南向北流经市镇范围西部。

### 植被
蒂姆赖新堡属于温带阔叶混交林区，林地广泛分布于市镇范围内的多个区域，其中市镇西侧和北侧为新堡属地森林（Forêt Domaniale de Châteauneuf）。
在鲜花城市的评比中，蒂姆赖新堡暂未被评级。

### 自然灾害
蒂姆赖新堡的地震危险度等级为1级，属于极低危险；氡辐射等级为1级，属于低危险。1982至2025年5月间，蒂姆赖新堡境内共发生3次有记录的自然灾害，其中1次洪涝，1次干旱。

### 气候
蒂姆赖新堡在柯本气候分类法中属于温带海洋性气候（Cfb）。

## 行政区划
蒂姆赖新堡的市镇编号为28089，邮政编号为28170。
在行政管理方面，蒂姆赖新堡隶属于法国中央-卢瓦尔河谷大区厄尔-卢瓦省德勒区；在地方选举方面，蒂姆赖新堡隶属于圣吕班代容什雷县，其市镇范围全境被划入厄尔-卢瓦省第二选区；在社会管理方面，蒂姆赖新堡是德勒地区城市圈公共社区的组成部分。
截至2025年6月，蒂姆赖新堡市镇范围内暂无任何安全优先街区及城市政策优先街区。
法国国家统计与经济研究所（简称“INSEE”）在进行数据统计时，将蒂姆赖新堡市镇单独设蒂姆赖新堡城市核心区（Unité urbaine de Châteauneuf-en-Thymerais），并将包括蒂姆赖新堡在内的周边共117个市镇划为沙特尔城市辐射区。此外，INSEE还将蒂姆赖新堡市镇整体看作一个“块区”（IRIS），以便于统计人口分布情况。

## 交通

### 公路
厄尔-卢瓦省省道D26线、D140线、D140.5线、D928线和D939线等在蒂姆赖新堡境内交汇。中央-卢瓦尔河谷大区城际客运（商业名称为“Rémi”）下属的厄尔-卢瓦省的城际客运4线经停蒂姆赖新堡，可前往沙特尔、布勒佐勒等地。
2021年，74.9%的蒂姆赖新堡家庭拥有至少一辆私人汽车。2023年，蒂姆赖新堡境内共发生各类交通事故3起，造成4人受伤，其中2人重伤。
| 2 | 33 |

| 沙特尔-埃帕尔广场 | 26 |

| 厄尔河畔库维尔 | 17 |

| 德勒 | 21 |

| 诺让勒鲁瓦 | 25 |

| 韦尔讷伊 | 31 |

| 拉卢普 | 22 |

### 铁路
距离蒂姆赖新堡最近的运营中的客运铁路车站为17公里外的厄尔河畔库维尔站，该站位于厄尔河畔库维尔市区北部，停靠往返于巴黎和勒芒一线的区域列车。

### 航空
蒂姆赖新堡距离巴黎-奥利机场的高速公路里程大约116公里。

### 城市公共交通
截至2025年6月，蒂姆赖新堡暂无城市公共交通系统。

## 政治

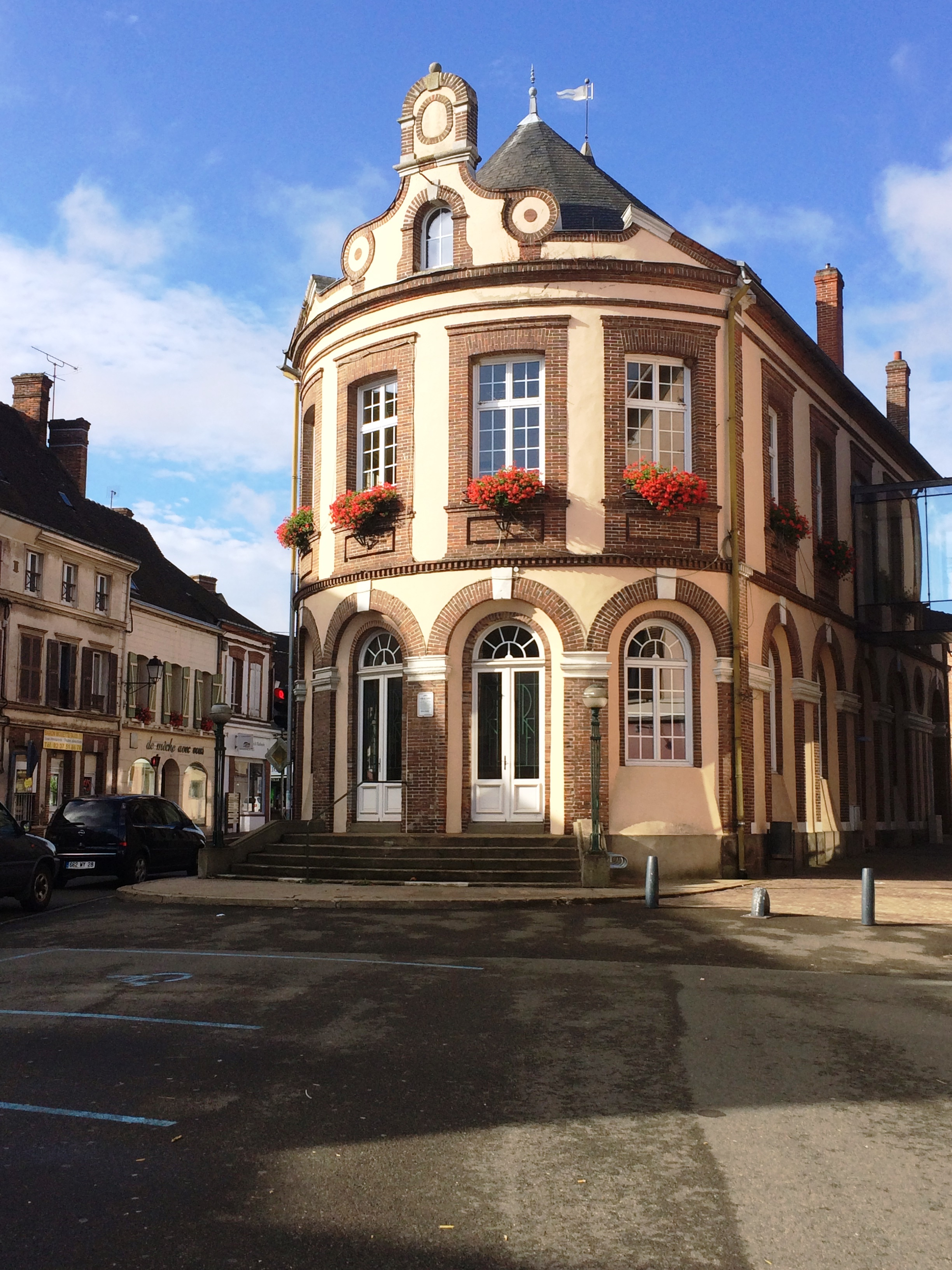
蒂姆赖新堡市政厅

蒂姆赖新堡的现任市长为让-皮埃尔·拉凡先生（Jean-Louis RAFFIN），他的党籍不详，在2020年的市政选举中获得了100%的支持率（无其他候选人）。
在2022年的法国总统大选的第二轮选举中，法国极右翼政党国民阵线主席玛丽娜·勒庞在蒂姆赖新堡获得了58%的支持率。

## 人口
2022年，蒂姆赖新堡市镇人口数量为2,632，在法国排名第4,212位。其中男性1,189人，女性1,431人，75岁及以上人口占11.1%，外籍人口数量为94人，人口密度为647人/平方公里，当地居民被称为（男性）或（女性）。2015至2021年间，蒂姆赖新堡的人口增长率为–0.3%。2022年，蒂姆赖新堡境内出生24人，死亡人口48人。
| 蒂姆赖新堡1901年－2022年人口变化情况 |
|                                      |
| 数据来源：Cassini、INSEE             |

## 经济
蒂姆赖新堡是一个区域性的中心城市。INSEE于2020年将蒂姆赖新堡划入德勒就业区（Zone d'emploi de Dreux），并又于2022年将其划入蒂姆赖新堡生活区（Bassin de vie de Châteauneuf-en-Thymerais）。 截至2024年底，蒂姆赖新堡市镇范围内共有各类用人单位（包含自雇）380家，比上一年同期新增22家； （汽车配件制造）、（管道安装工程）及（软件开发）是当地2023年已公布营业额最高的三个企业，分别为11,826,663欧元、2,562,077欧元和943,778欧元。

## 财政与居民收入
2023年，蒂姆赖新堡的财政收入总额为2,809,180欧元，财政支出总额为2,089,790欧元，当年的债务总额为1,699,270欧元。2023年，蒂姆赖新堡市镇通过增值税获得54,370欧元的收入，此外当地还共获得了195,180欧元的国家直接财政补助。
| 蒂姆赖新堡居民收入情况                           | 蒂姆赖新堡居民收入情况 | 蒂姆赖新堡居民收入情况 | 蒂姆赖新堡居民收入情况 |
| 内容                                             | 蒂姆赖新堡             | 厄尔-卢瓦省            | 法國                   |
| ------------------------------------------------ | ---------------------- | ---------------------- | ---------------------- |
| 居民平均时薪                                     | 13.8欧元（2022年）     | 15.9欧元（2022年）     | 17欧元（2022年）       |
| 高级职员人均时薪                                 | 23.0欧元（2022年）     | 26.6欧元（2022年）     | 29.1欧元（2022年）     |
| 中级职员人均时薪                                 | 16.4欧元（2022年）     | 16.6欧元（2022年）     | 16.6欧元（2022年）     |
| 普通职员人均时薪                                 | 11.2欧元（2022年）     | 12.2欧元（2022年）     | 12.1欧元（2022年）     |
| 工人人均时薪                                     | 12.4欧元（2022年）     | 12.8欧元（2022年）     | 12.5欧元（2022年）     |
| 贫困率                                           | 13%（2021年）          | 12.1%（2021年）        | 14.5%（2021年）        |
| 青壮年（15至64岁）失业率                         | 13.6%（2021年）        | 11.2%（2021年）        | 10.4%（2021年）        |
| 家庭总数                                         | 1,145（2022年）        | 455（2022年）          | 1,160（2022年）        |
| 征税家庭数量占比                                 | 36.4%（2023年）        | 55.3%（2022年）        | 44.8%（2022年）        |
| 家庭年均纳税                                     | 2,000欧元（2023年）    | 2,812欧元（2022年）    | 4,481欧元（2022年）    |
| 资料来源：INSEE、L'Internaute、Le Journal du Net |                        |                        |                        |

## 社会事务

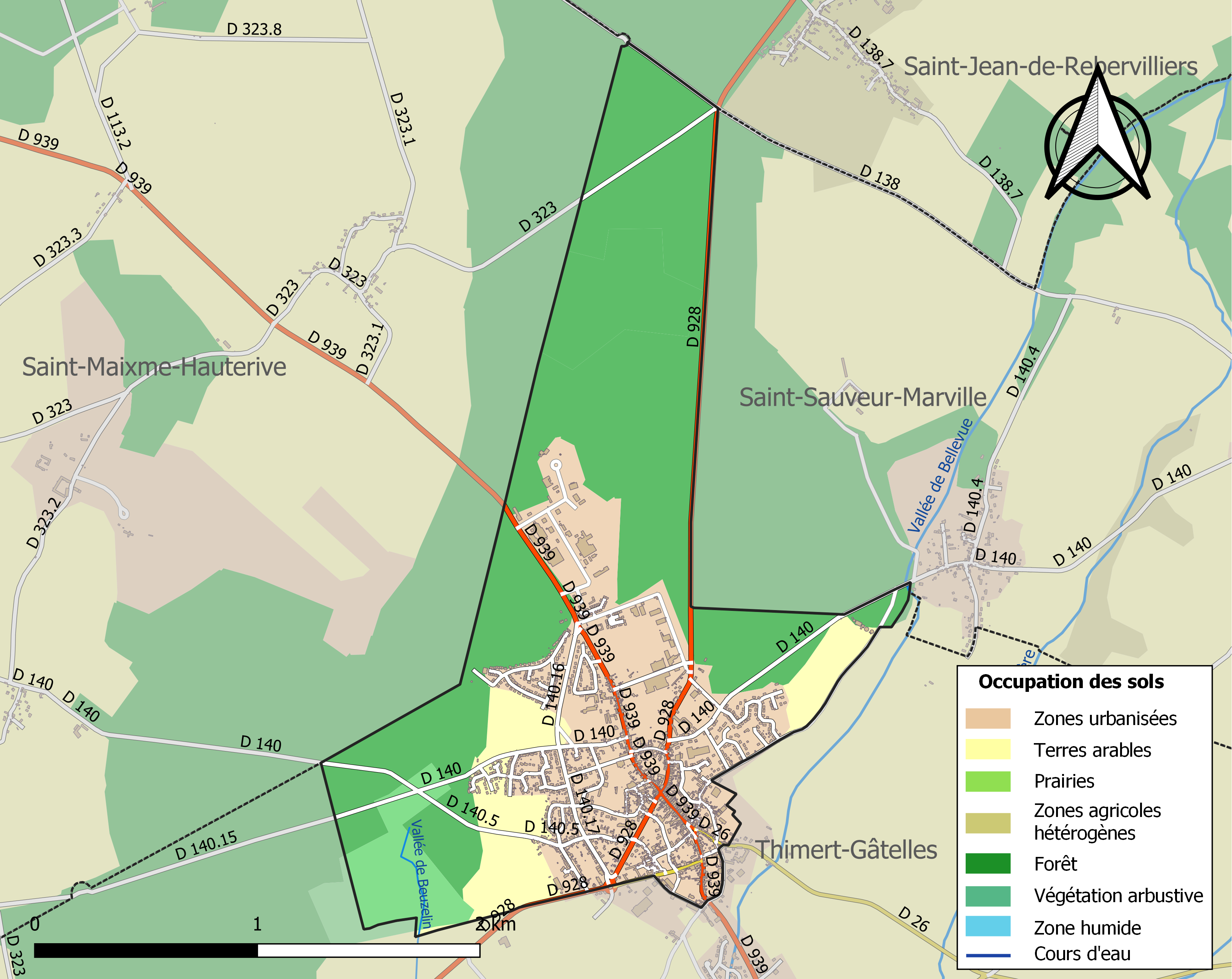
蒂姆赖新堡土地利用情况地图

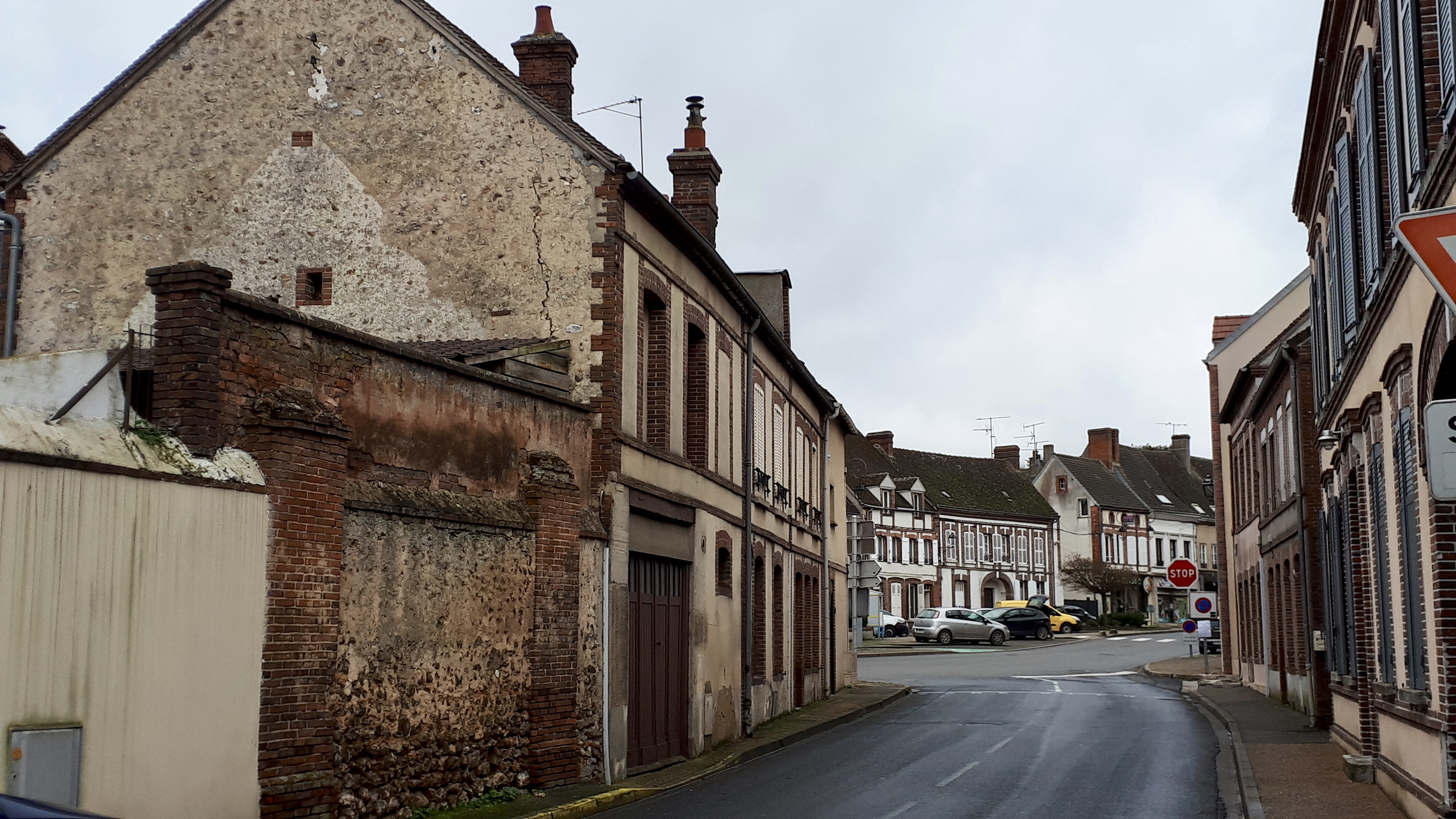
蒂姆赖新堡镇中心

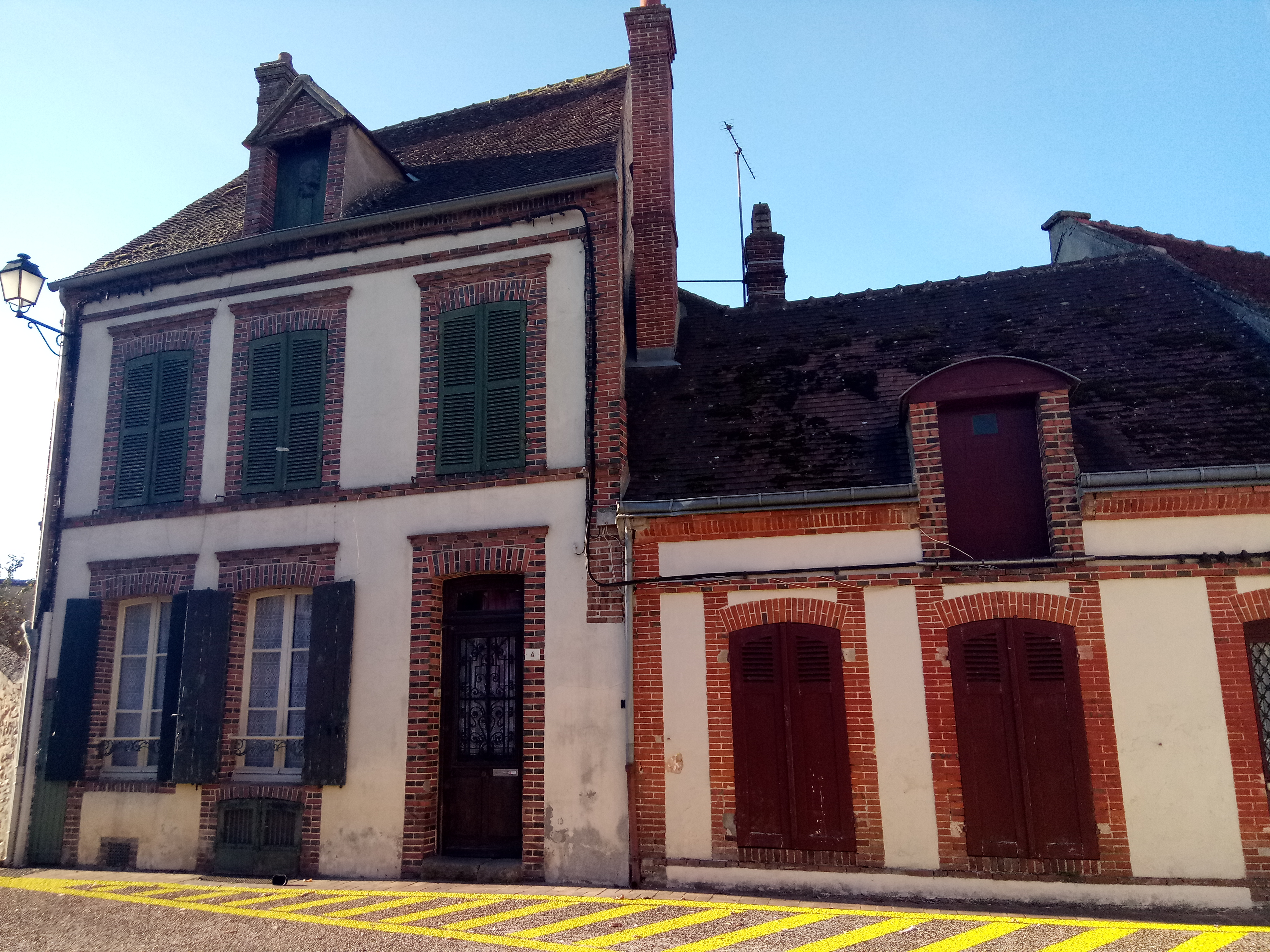
一处传统民居

### 教育
蒂姆赖新堡属于奥尔良-图尔学区。截至2023年1月1日，蒂姆赖新堡境内共有1所幼儿园、2所小学和1所初级中学。 2022至2023学年度，蒂姆赖新堡境内共有在校中等教育阶段学生476名。

### 医疗
截至2023年1月1日，蒂姆赖新堡境内共有全科医生6名、保健师1名、护士6名、助产士1名、药房1家、养老院1家。
距离蒂姆赖新堡最近的区域性医疗机构为德勒中心医院（Centre Hospitalier de Dreux），其主病区维克托·茹瑟兰医院（Hôpital Victor Jousselin）位于德勒市区东南部，距离蒂姆赖新堡市区的正常车程大约20分钟，该院设有床位375个，是德勒区内规模最大的公立综合性医院。

### 住房
2021年，蒂姆赖新堡境内共有各类住房1,360套，其中71.0%为独立式住宅，28.6%为集中式住宅。常住房屋占蒂姆赖新堡市镇范围内居民建筑总量的87.4%。2023年，蒂姆赖新堡的居住税率为16.33%，不动产税率为44.87%（其中空置土地的不动产税率为36.93%）。
在住房保障政策方面，2023年，蒂姆赖新堡境内共有590户家庭获得了家庭津贴补助，受益人数占总人口数量的22.4%，其中250份为房租补助。

### 商业
2021年，蒂姆赖新堡境内共有各类实体商铺83家，其中餐厅8家、大型超市1家、杂货店1家、面包房4家、肉铺3家、银行门店4家、美容美发店6家、汽车维修店8家。蒂姆赖新堡镇中心南侧建有一家Aldi超市。

### 体育
2023年，蒂姆赖新堡境内共有1家游泳池、1间体育馆、1处网球场、2处足球或橄榄球场以及1处篮球或排球场。
截至2025年6月，蒂姆赖新堡未来体育（Avenir Sportif Châteauneuf en Thymerais，编号504860）是蒂姆赖新堡境内唯一的一家注册足球俱乐部，该俱乐部成立于1922年（根据其队徽图案），其主队2024至2025赛季参加厄尔-卢瓦省足球联赛甲组（法国第九级别），其位于蒂姆赖新堡境内的主场为罗贝尔·乌达尔球场（Stade Robert Houdard）。

### 环境
蒂姆赖新堡的环境事务由其所属的德勒地区城市圈公共社区联合各级政府协调负责。2021年，蒂姆赖新堡境内共有1家污染企业。

### 治安
2021年，蒂姆赖新堡市镇范围内共有1处宪兵队。
2024年，蒂姆赖新堡市镇范围内累计记录各类案件92起，其中盗窃类案件22起，人身侵犯类案件19起，毒品交易类案件10起。

## 文化

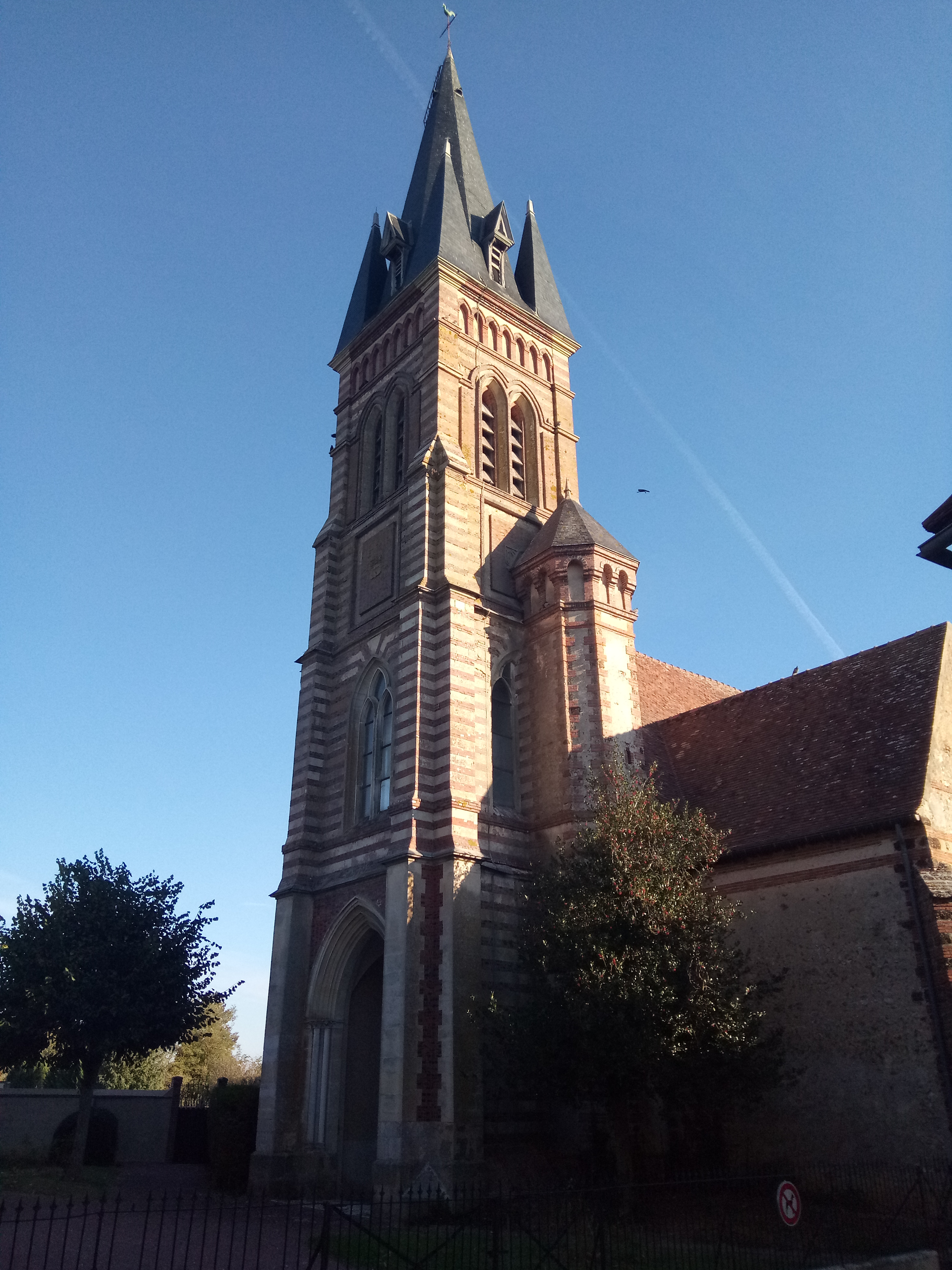
帕斯姆圣母教堂

2021年，蒂姆赖新堡境内暂无任何文化设施。蒂姆赖新堡境内建有市政图书馆（Bibliothèque municipale），每周二至六向公众开放。

### 建筑
截至2025年6月，蒂姆赖新堡境内暂无法国国家文物保护单位，其镇中心的帕斯姆圣母教堂是当地的一处地标性建筑物。

### 旅游
蒂姆赖新堡的旅游事务由其所属的德勒地区城市圈公共社区联合各级政府协调负责。2024年，蒂姆赖新堡境内共有1家酒店共计12间房间。

### 媒体
法国主要的媒体均可在蒂姆赖新堡接收，法国电视三台下属的中央-卢瓦尔河谷大区频道在部分时段播出蒂姆赖新堡所在厄尔-卢瓦省的地方新闻。《共和回声报》、Ici奥尔良等是当地主要的地方性媒体。

## 相关人物
法国导演米歇尔·布瓦龙出生于蒂姆赖新堡。

## 友好城市
截至2025年6月，蒂姆赖新堡共与一座城市建立了友好城市关系：
- 德国 弗洛-塞利根塔尔